# GW 123.4-1.5
GW 123.4-1.5（Galactic Worm 123.4-1.5）是一個質量大約為105 MSun的中性氫雲 。它有著不尋常的蘑菇狀結構，可能是從銀河系盤面墜落，撞擊並通過盤面所造成的結果。理論上，這個高速雲可能是在5×107 年前，以100 km/s 的速度撞擊的。